# جودينهو
جودينهو هو لاعب كرة قدم برتغالي في مركز الوسط، ولد في 1 أغسطس 1985 في أوليفيرا دي ازميس في البرتغال. لعب مع نادي سانتا كلارا ونافال.

## وصلات خارجية
- جودينهو على موقع Soccerway.com (الإنجليزية)